# Washington County (Kansas)
Washington County je okres ve státě Kansas v USA. K roku 2010 zde žilo 5 799 obyvatel. Správním městem okresu je Washington. Celková rozloha okresu činí 2 328 km².